# Phare de Cantareira
Le phare de Cantareira est un phare situé dans la freguesia de Foz do Douro dans le vieux port de la ville de Porto, dans le district de Porto (Région Nord du Portugal). Il est inactif depuis 2007.
Il était géré par l'autorité maritime nationale du Portugal à Oeiras (Grand Lisbonne) .

## Histoire
C'est une petite colonne métallique blanche et rouge, avec plateforme et lanterne blanche. Elle est située en position avant du phare de Sobreiras pour marquer l'alignement d'entrée de la rivière Douro. Après des transformations de la zone, ce petit phare a été désactivé en 2007.
Identifiant : ARLHS : POR069 ; ex-PT-083 - ex-Amirauté : D2048 - ex-NGA : 3256.

### Lien connexe
- Liste des phares du Portugal